# (6305) Helgoland
(6305) Helgoland (1989 GE8) – planetoida z pasa głównego asteroid okrążająca Słońce w ciągu 3,31 lat w średniej odległości 2,22 j.a. Odkryta 6 kwietnia 1989 roku.